# Lissonota buolianae
Lissonota buolianae är en stekelart som beskrevs av Hartig 1838. Lissonota buolianae ingår i släktet Lissonota och familjen brokparasitsteklar. Inga underarter finns listade i Catalogue of Life.